# Suzuki DR 200
La Suzuki DR 200 est une moto de type trail produite par le constructeur japonais Suzuki.

## Description
Le moteur est un monocylindre à quatre temps refroidi par air avec un seul arbre à cames en tête. Un alésage de 66,0 mm et une course de 58,2 mm entraînent une cylindrée de 199 cm3. 

## Modèles et versions

### DR200SET (1996)
- VIN : JS1SH42A T2100001.
- Moteur : H402-.
- Code modèle : 42A.
- Couleur : Blanc/Violet.
- Emblème DR noir/rouge/jaune avec bande violette sur le réservoir.
- Logo « 200-Dual Sport » avec bande violette sur le capot latéral.
- Cadre violet.
- Frein arrière à tambour.

### DR200SEV (1997)
- VIN : JS1SH42A V2100001.
- Moteur : H402-.
- Code modèle : 42A.
- Couleur : Blanc/Violet.
- Emblème DR noir/rouge/jaune avec bande violette sur le réservoir.
- Logo « Dual Sport » avec bande violette/rouge sur le capot latéral.
- Cadre violet.
- Frein arrière à tambour.

### DR200SEW (1998)
- VIN : JS1SH42A W2100001.
- Moteur : H402-.
- Code modèle : 42A.
- Couleur : Blanc/Violet.
- Emblème DR violet/jaune.
- Logo « Dual Sport » avec jaune/violet sur le capot latéral.
- Cadre violet.
- Frein arrière à tambour.

### DR200SEX (1999)
- VIN : JS1SH42A X2100001.
- Moteur : H402-.
- Code modèle : 42A.
- Couleur : Blanc/Bleu - L3E.
- Emblème DR noir/jaune.
- Logo « 200 » avec jaune/noir/gris sur le capot latéral.
- Siège bleu avec insert noir.
- Cadre anthracite.
- Frein arrière à tambour.

### DR200SEY (2000)
- VIN : JS1SH42A_Y2100001.
- Moteur : H402-.
- Code modèle : 42A.
- Couleur : Blanc/Bleu - L3E.
- Emblème DR jaune/noir.
- Logo « 200 » avec jaune/bleu/noir sur le capot latéral.
- Siège noir avec insert bleu.
- Cadre anthracite.
- Frein arrière à tambour.

### DR200SEK1 (2001)
- VIN : JS1SH42A 12100001.
- Moteur : H402-.
- Code modèle : 42A.
- Couleur : Blanc/Bleu - NJ9.
- Emblème DR gris/jaune.
- Logo « 200 » avec gris/bleu/noir sur le capot latéral.
- Siège noir avec insert bleu.
- Cadre anthracite.
- Frein arrière à tambour.